# James H. Williams

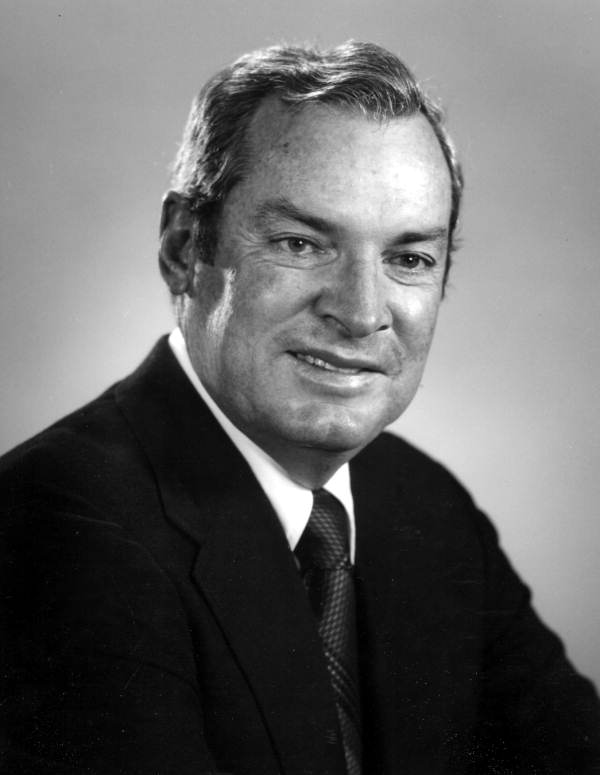
James H. Williams

James Hunter „Jim“ Williams (* 17. Juni 1926 in Ocala, Florida; † 16. Dezember 2016) war ein US-amerikanischer Politiker. Zwischen 1975 und 1979 war er Vizegouverneur des Bundesstaates Florida.

## Werdegang
James Williams studierte an der University of Florida politische Wissenschaften. Später arbeitete er in Ocala in der Immobilienbranche. Politisch wurde er Mitglied der Demokratischen Partei. Im Jahr 1974 wurde er an der Seite von Reubin Askew zum Vizegouverneur von Florida gewählt. Dieses Amt bekleidete er zwischen 1975 und 1979. Dabei war er Stellvertreter des Gouverneurs.
1978 trat Williams erfolglos in den demokratischen Vorwahlen für das Amt des Gouverneurs von Florida an. Im Jahr 1979 wurde er unter Präsident Jimmy Carter stellvertretender US-Landwirtschaftsminister (Deputy Secretary of Agriculture) als Nachfolger von John C. White. Später setzte er seine frühere Tätigkeit in der Immobilienbranche in Ocala fort. Er machte sich auch für den Umweltschutz in seiner Heimat stark. Dabei war er Vorstandsmitglied einer Organisation zum Schutz des Lake Weir, eines Sees im Marion County.